# The Two Roses
The Two Roses è un cortometraggio muto del 1910. Il nome del regista non viene riportato nei credit del film.

## Produzione
Il film fu prodotto dalla Thanhouser Film Corporation. Per questo film, la piccola Mary Eline, qui nei panni di un bambino, fu soprannominata per la prima volta The Thanhouser Kid, nomignolo che si ritrova in un articolo di The Moving Picture World del 4 giugno 1910 e che la accompagnò per il resto della sua carriera (la bambina, che qui aveva otto anni, si ritirò dalle scene a dodici anni, nel 1917).

## Distribuzione
Distribuito dalla Thanhouser Film Corporation, il film - un cortometraggio in una bobina - uscì nelle sale cinematografiche statunitensi il 7 giugno 1910.